# صفادشت
صفادشت یکی از شهرهای استان تهران در ایران است. این شهر در بخش صفادشت شهرستان ملارد قرار دارد. صفادشت از ادغام روستاهای: یوسف آباد قوام، کهریزک، ارسطو ،گله کهریز، شهرآباد، حصارطهماسب و عبادیه تشکیل شده‌است مردمان بومی این منطقه به زبان ترکی آذربایجانی با گویش شاهسونی سخن میگویند همچنین به علت حضور مهاجران بسیار زیاد زبان فارسی امروز مورد استفاده قرار میگرد.
صفادشت از غرب به کرج (شهرهای محمدشهر و ماهدشت)، از شرق به بخش مرکزی ملارد و از جنوب به زرندیه محدود شده‌است. این بخش جزو شهرستان ملارد است. شهرستان ملارد با وسعتی معادل ۹۰۰ کیلومتر مربع که ۷۵۰ کیلومترمربع از آن مربوط به بخش صفادشت است، به لحاظ داشتن ساختار اقتصادی، اجتماعی، فرهنگی و … شامل دو بخش ملارد (مرکزی) و صفادشت است. بخش صفادشت در مسیر اصلی محور چیتگر (جاده تهران- اشتهارد) قرار دارد و از ۳ دهستان اختر آباد و یوسف آباد قوام، شهر صفادشت، ۳ دهیاری و ۵۲ روستا، مزرعه و مکان تشکیل شده‌است. بر اساس آمار سال ۱۳۹۵ جمعیت شهر صفادشت ۳۲٬۴۷۶ نفر است.

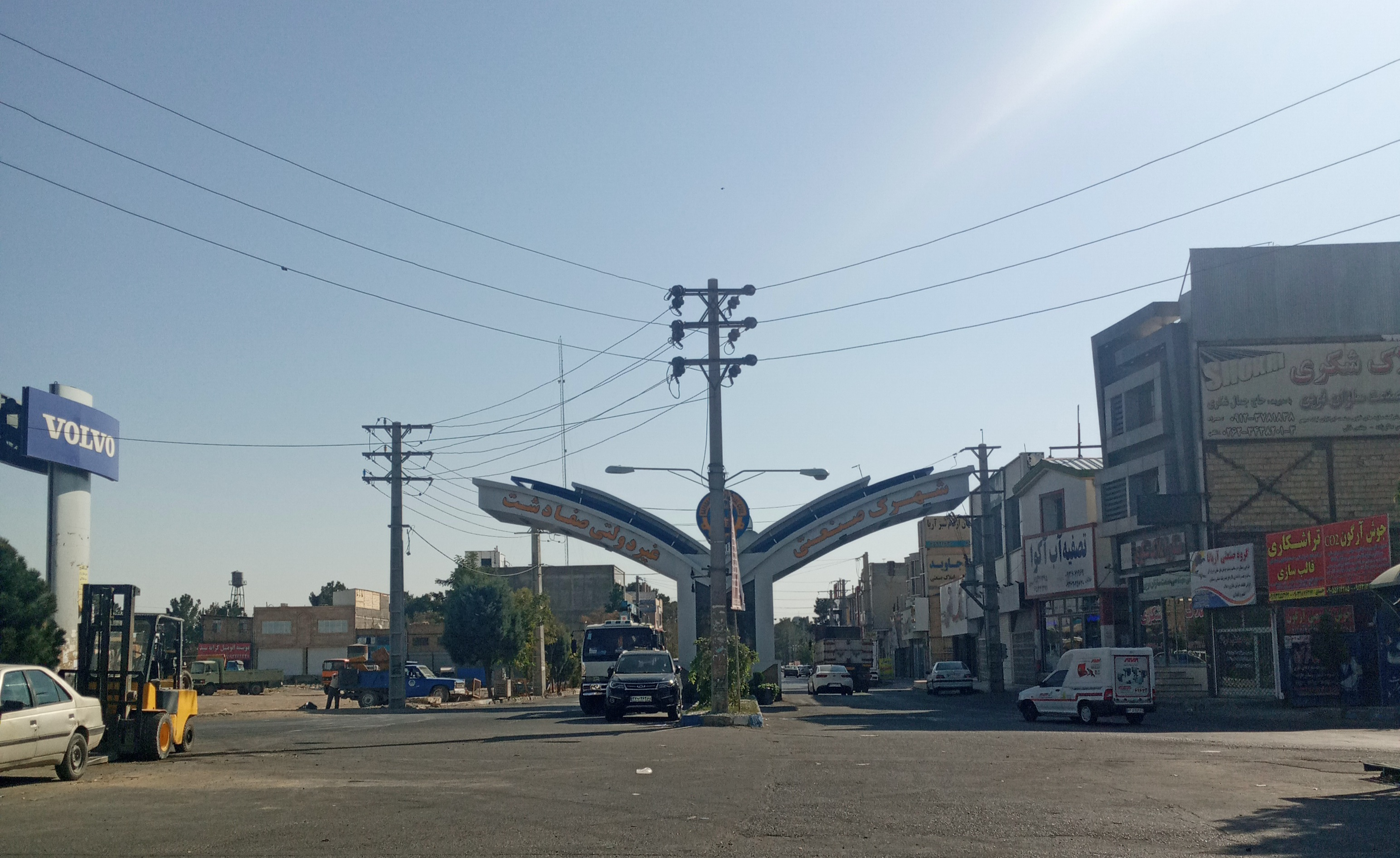
شهرک صنعتی صفادشت

شهر صفادشت با ادغام روستاهای: شهرآباد، حصارطهماسب، عبادیه و نصیرآباد و با تصویب هیئت دولت، از ابتدای بهمن سال ۱۳۷۷ آغاز به فعالیت نمود. ۱۵ روستای دهستان بی بی سکینه نیز جزو حریم شهر صفادشت محسوب می‌شوند. همچنین مسکن مهر ۱۴ هزار و ۵۰۰ واحدی مسکن مهر صفادشت زیر مجموعه شهرداری صفادشت است.

## اقلیم و آب و هوا
آب و هوای عمومی این منطقه به تبعیت از اوضاع طبیعی نواحی جنوبی رشته‌کوه‌های البرز و حاشیه کویری ایران در تابستان نسبتاً گرم و خشک و در زمستان نسبتاً سرد و خشک می‌باشد.
حداقل دمای سالانه (۱۴-) درجه سانتی‌گراد در دی ماه و حداکثر دمای سالانه (۴۳+) درجه سانتی‌گراد در تیر ماه گزارش شده‌است.
وزش بادهای شدید سرد و خشک در زمستان، و بادهای گرم و خشک همراه با گرد و غبار در تابستان، فقدان پوشش گیاهی متراکم و بهره‌مندی از گیاهان بیابانی مانند خارها، بوته‌ها، گون‌ها، اسپند و … از ویژگیهای اقلیمی این منطقه است.

## پوشش گیاهی

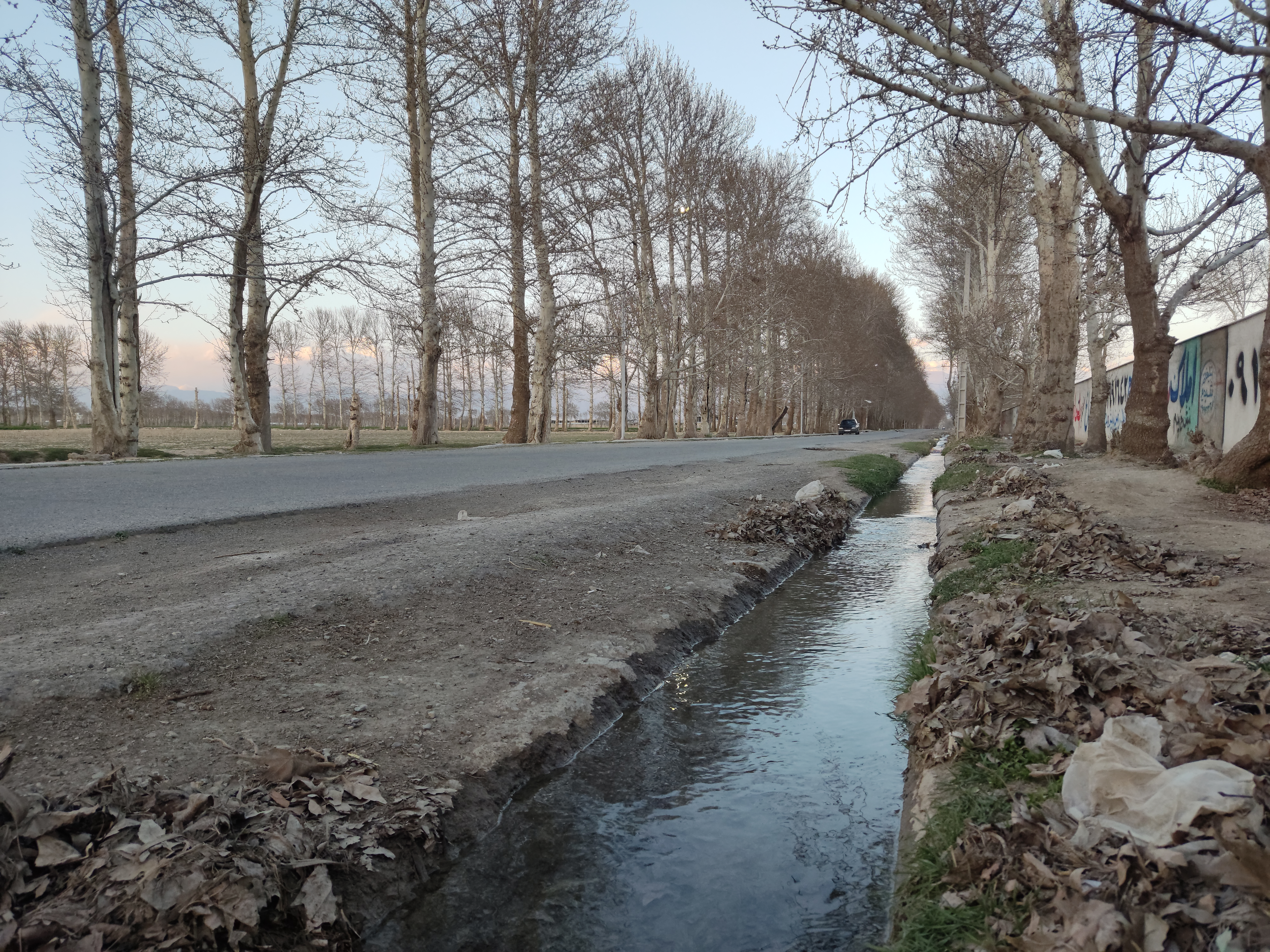
ورود آب از رودخانه کرج به زمین‌های صفادشت برای آبیاری زمین‌های کشاورزی

هر چند این منطقه در گذشته‌ای نه چندان دور به دلیل وجود آبرفت‌های ناشی از جریان رودخانه کرج، محل مناسبی جهت کاشت انواع محصولات و درختان میوه محسوب و موجب می‌شد زمین‌های کشاورزی و باغ‌ها بیشتر در این مناطق قرار گیرند؛ اما در حال حاضر به دلیل مشکلات ناشی از کمبود آب، رونق کشاورزی و باغ داری کاهش قابل توجهی یافته‌است.

## کشاورزی

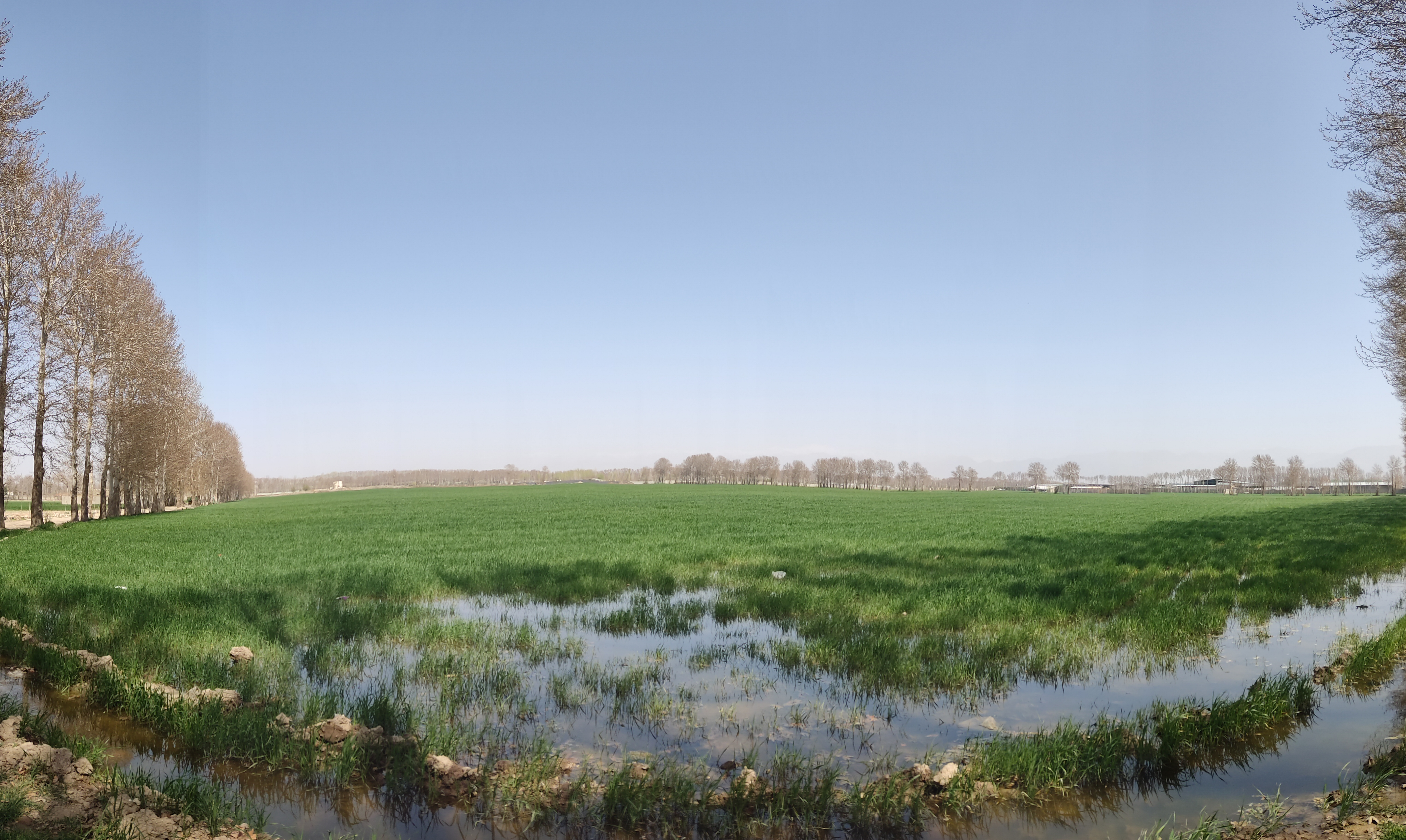
زمین‌های کشاورزی در صفادشت

زمین‌های کشاورزی در صفادشت

با وجود مشکلات کمبود آب، زمین‌های مستعد کمابیش به تولید محصولات کشاورزی چون گندم، جو، ذرت، نباتات علوفه‌ای، نخود، لوبیا، سیب‌زمینی، پیاز، خیار، گوجه‌فرنگی می‌پردازند. از محصولات باغ‌های صفادشت می‌توان به: سیب، گلابی، گیلاس، زردآلو، هلو، شلیل، آلو، گوجه، گردو و انگور اشاره کرد.
همچنین بیش از ۶۰٪ قارچ خوراکی کشور در شهرستان ملارد تولید می‌شود که ۸۰٪ از این سهم تولید مربوط به صفادشت است.

## صنایع دستی
با توجه به وجود بافت روستاهای تابعه این بخش، تعدادی از اهالی به کار در زمینه صنایع دستی از جمله: قالی‌بافی، سفالگری و منبت‌کاری اشتغال دارند.

## اماکن مذهبی
از اماکن مذهبی شهر صفادشت می‌توان دو زیارتگاه امامزاده بی بی سکینه (خواهر علی بن موسی الرضا) و امامزاده حمزه (از نوادگان موسی کاظم) را نام برد.

## آثار تاریخی
از جاذبه‌های تاریخی شهر صفادشت می‌توان به تپه ارسطو متعلق به دوران پیشا تاریخ (هزاره ششم قبل از میلاد)، شاخ تپه یوسف آباد (دوره سلجوقی)، تپه مهردشت و تپه سلمیان (دوره صفوی) و حمام روستای شش (دوره قاجار) اشاره نمود.

## دانشگاه‌ها و مراکز آموزش عالی
- دانشکده تربیت بدنی امام علی
- دانشکده کشاورزی استاد شهریار
- دانشگاه پیام نور
- مرکز آموزش عالی علمی کاربردی تهران
- دانشگاه آزاد اسلامی
- حوزه علمیه امام رضا